# ヤングジャンプ コミックス
ヤングジャンプ コミックス（YOUNG JUMP COMICS）は、集英社が発行する日本の漫画単行本レーベル。同社の青年漫画雑誌『週刊ヤングジャンプ』・『ビジネスジャンプ』・『ウルトラジャンプ』・『グランドジャンプ』 、及びウェブコミック配信サイトである『となりのヤングジャンプ』に掲載された作品を主に収録している。新刊は毎月19日頃発売。略称は「YJC」。奥付では「ヤングジャンプ・コミックス」と「ヤングジャンプ コミックス」の表記が見られる。Web上などでは「ヤングジャンプコミックス」と中黒・スペースのない表記も見られる。
かつては『ベアーズクラブ』（休刊）掲載作品の単行本も発行していた。

## 概要
『週刊ヤングジャンプ』 (YJ) とその派生誌である『ビジネスジャンプ』 (BJ)・『ウルトラジャンプ』 (UJ)・『グランドジャンプ』 (GJ) 、及び『YJ』が運営するウェブコミック配信サイト『となりのヤングジャンプ』（となジャン）掲載作品の単行本や、同誌連載作家の短編集などが発行される総合的なレーベル。ただし、『BJ』作品と『UJ』作品、『GJ』作品はそれぞれ下位レーベルであるヤングジャンプ・コミックス BJ (YJC・BJ)・ヤングジャンプ コミックス・ウルトラ (YJC・UJ)・ヤングジャンプ コミックス GJ (YJC・GJ) から発行されるため、ヤングジャンプ・コミックスレーベルから直接発行される単行本はほぼ『YJ』作品（『となジャン』作品を含む）に限られている。これらの雑誌・配信サイトに掲載されている作品の単行本は原則として同レーベルから発行されるが、他の雑誌から移籍して来た作品の場合は引き続き以前のレーベルから発行される場合もある。また、『週刊ヤングジャンプ』で連載されていながら、単行本はジャンプ コミックスレーベルから発行された例もある。
なおかつては『ベアーズクラブ』系の単行本も本レーベル下の ヤングジャンプ・コミックス・ベアーズ から発行されていたが、同誌の休刊に伴い廃止されている。また初期の『BJ』掲載作品は独自レーベルのビジネスジャンプ・コミックスからの発刊であった。
ジャンプ系列青年誌の単行本の発行はほとんど本レーベルからとなっているが、『スーパージャンプ』 (SJ) 系の単行本はジャンプ・コミックス デラックス（ジャンプ・コミックスの下位レーベル）からであり、本レーベルからとはなっていない。これは、『SJ』が他の青年誌とは異なり、『YJ』からの派生ではなく『週刊少年ジャンプ』の増刊号として始まったことによる。『SJ』から『グランドジャンプPREMIUM』に移籍した作品の単行本は、引き続きジャンプ・コミックス デラックスから発行されている。
ウェブコミック配信サイト「ふんわりジャンプ」（2016年6月 - 2019年1月）もヤンジャンと同じ第4編集部であったため、単行本（一部は紙版もあり）はYJCから発刊されている。

## 形状
初期はジャンプ コミックスと同様の新書判であったが、ヤングジャンプ・コミックス スペシャルとして小B6判での発行が加わった。その後は小B6判が基本となり、新書判での発行は終了されている。

### ロゴタイプ
最初期は当時の『YJ』のロゴタイプをそのまま使用。「JUMP」の文字列の「J」の中に「YOUNG」の文字列を90度回転させて配置したもので、『YJ』のシンボルマークであった熊のイラストと共に背表紙と裏表紙で使われていた。その後、このロゴに「COMICS」の文字列とYJトレードマークキャラの Mac Bear（松下進デザインの熊のキャラクター）を組み合わせたコミック用のロゴが裏表紙に記載されるようになり、背表紙には初期から使われている熊のイラストのみが使われるようになる。
2022年現在のロゴタイプは下位レーベル毎に異なるが、「雑誌の英語略称 / 雑誌の日本語略称 / YJC」を3段で組んだスタイルで統一されており、それぞれの文字列は「YJ / ヤンジャン / YJC」・「BJ / ビージャン / YJC」・「UJ / ウルトラ / YJC」・「GJ/グランド/YJC」となっている。

## 関連レーベル
集英社や子会社から発行された様々な関連レーベルが存在する。特に記載のないものは集英社からの発行。なお、子会社から発行されているものも発売は全て集英社から。レーベル名後ろの括弧内は英語表記及び略称。
ビジネスジャンプ・コミックス (BUSINESS JUMP COMICS / BJC)
初期の『ビジネスジャンプ』掲載作品の単行本を発行。後に YJC 下位レーベルとしての YJC・BJ が設立・移行されたため現存しない。『BJ』のイメージキャラクターMURPHY MOUSEを使ったロゴが使用されていた。
ジャンプ コミックス (JUMP COMICS / JC)
「YJC」以外に属するジャンプ系列の単行本を発行。少年漫画作品の総合レーベル。
プレイボーイコミック
『週刊プレイボーイ』（週プレ）に掲載された作品を発行。なお、2000年代以降は週プレ掲載作品であってもYJCやJCデラックスで刊行されるのが珍しくなくなったため、近年における同レーベルで刊行される作品はその殆どが非成年向け成人向け漫画である。
SCオールマン
青年誌『MANGAオールマン』向けのレーベル。同誌の休刊によってレーベルも廃止。
集英社ジャンプリミックス (SHUEISHA JUMP REMIX / SJR)
廉価版のコンビニコミックを発行。
ヤングジャンプ コミックス セレクション (YOUNG JUMP COMICS SELECTION / YJCS)
子会社であるホーム社からの発行。YJC作品のワイド版の発行を行なっていた。
集英社文庫
漫画の文庫版も含まれており、「コミック版」として発行されている。